# Partikel (Wortart)
Als Partikel (Singular: die Partikel, Plural: die Partikeln; von lateinisch particula ‚Teilchen‘) bezeichnet man in der Grammatik – im engeren Sinne – eine Restklasse von nicht flektierbaren Wörtern, die nicht den Wortarten Präposition, Adverb oder Konjunktion angehören. Solche Partikeln kommen zwar im Inneren eines Satzes vor, bilden aber keine Satzglieder; ferner verlangen sie keine Ergänzungen oder haben sonst verknüpfende Funktion, und in der Regel haben sie keine morphologische innere Struktur. In vielen Darstellungen wird weniger eine allgemeine Definition von Partikeln, sondern hauptsächlich eine Liste von Untertypen gegeben, die heterogen sind und dadurch in die Nähe jeweils eigener Wortarten gerückt werden.
In älterer Literatur findet sich in der Germanistik auch ein Begriff der Partikel in einem weiteren Sinne, der alle nicht flektierbaren Wortarten einer Sprache umfasst (also ausdrücklich Konjunktionen, Präpositionen und auch Adverbien einschließt, obwohl Adverbien Inhaltswörter sind). Diese Begrifflichkeit ist z. B. in den jüngeren Auflagen der Dudengrammatik aufgegeben worden.
Keine Partikeln im hier dargestellten Sinn sind die sogenannten „Vergleichspartikeln“ oder Adjunktoren als und wie, da diese Wörter nur mit Ergänzungen vorkommen. Sie werden als Sonderfälle von Präpositionen, Konjunktionen oder als eigene Wortart eingestuft.
Auch in Grammatiken anderer Sprachen ist oft in ähnlicher Weise von „Partikeln“ die Rede, wenn unveränderliche „kleine Wörter“ gemeint sind, deren Kategorisierung insgesamt nicht genauer nachverfolgt wird und die oft gleichzeitig auch als Präpositionen, Konjunktionen usw. bezeichnet werden. Da diese Redeweisen begrifflich unscharf sind, wird eine solche Verwendung der Bezeichnung „Partikel“ hier nicht eigens berücksichtigt.
Einen anderen Begriff, der hier ebenfalls nicht behandelt wird, ergeben die sogenannten Verb(al)partikeln (oder Verbzusätze), die zur Bildung zusammengesetzter Verben dienen, z. B. ein und aus in eintreten bzw. aussteigen. Für diesen Begriff der Verbpartikel ist es geradezu definierend, dass sie verschiedenen anderen Wortarten angehören, nämlich Präpositionen, Adverbien, Adjektiven oder Substantiven. In diesem Begriff der Partikel ist also keine eigene Wortart gemeint. Siehe den Artikel Partikelverb.

## Typen von Partikeln im Deutschen
Im heutigen Sprachgebrauch werden als Partikeln nur die nichtflektierbaren Wörter bezeichnet, die weder Präpositionen noch Adverbien oder Konjunktionen sind. Nach ihrer Funktion werden bis zu sieben Arten von Partikeln unterschieden, die nachfolgend erläutert sind.
Darüber hinaus gibt es in einigen Dialekten Fragepartikeln, beispielsweise a in der Deutschkärntner Mundart.

### Intensitätspartikeln
Intensitätspartikeln werden auch Gradpartikeln oder Steigerungspartikeln genannt. Sie geben den Grad, zu dem eine Eigenschaft oder ein Sachverhalt vorliegt, oder eine Intensität an. Sie stehen deshalb meist vor Adjektiven und Adverbien. Sie können auch vor Zahlwörtern und Verben stehen, nicht aber vor artikelfähigen Substantiven. Beispiele für Intensitätspartikeln: wenig, etwas, einigermaßen, fast, ziemlich, so, sehr, ausgesprochen, besonders, ungemein, überaus, ganz, äußerst, zutiefst, höchst, zu, überhaupt, gar, beileibe. Zudem gibt es noch die Gradpartikeln viel und weit(aus), die ausschließlich Komparative bzw. Superlative modifizieren (sie spielt viel/weit(aus) besser; sie spielt weitaus am besten). Gewisse Adjektive (ungewöhnlich, extrem, absolut) können ebenfalls in die Klasse der Gradpartikeln übergehen. In der Umgangs- und Jugendsprache entstehen immer wieder neue Intensitätspartikeln dieser Art: irre, wahnsinnig, schrecklich, total, echt, unheimlich, tierisch, schön, hübsch. – Die genaue Unterscheidung zwischen Intensitätspartikeln, Adjektiven und Adverbien ist kontrovers, siehe dazu auch unter Adverb #Adverb und Partikel.

### Fokuspartikeln
Beispiele sind: allein, bloß, nur, sogar, ausgerechnet, einzig, auch, selbst. Die Bezeichnung bezieht sich auf den linguistischen Begriff Fokus, den Teil des Satzes mit der höchsten Informativität. Solche Partikeln verweisen auf Alternativen zum Satzinhalt, indem sie entweder Alternativen ausschließen (z. B. „nur“, eine restriktive Partikel) oder Alternativen einschließen (z. B. „auch“, eine additive Partikel). Sie werden so von graduierenden Partikeln abgegrenzt, die den Grad einer Eigenschaft auf einer Skala modifizieren („sehr, überaus“). Zu beachten ist, dass Fokuspartikeln allerdings die aufgerufenen Alternativen auf einer Skala einordnen können (z. B. „sogar“ besagt, dass die genannte Eigenschaft überraschender ist als andere). Die Ähnlichkeit führt dazu, dass der Ausdruck „Gradpartikel“ manchmal für beide Typen verwendet wird.
Im Satz können sie vor oder nach ihrem Bezugsausdruck, auch auf Distanz dazu, stehen (Allein sie / sie allein, sogar die Gäste haben... / die Gäste haben sogar...).

### Negationspartikel
Das einzige Beispiel dieser Kategorie ist im Deutschen das Wort nicht. Es fungiert als Negation eines Satzes oder Satzteils. Andere Negationswörter wie niemand, nie, nirgends, kein(er) sind Indefinitpronomen bzw. indefinite Adverbien.

### Modalpartikeln
Modalpartikeln werden auch Abtönungspartikeln genannt. Sie drücken Einstellungen des Sprechers zum Satzinhalt aus: schon, freilich, halt, eben, ja, aber, vielleicht, einfach, doch, bloß, nur, mal …

### Gesprächspartikeln
Gesprächspartikeln dienen zur Gliederung, Bestätigung, als Zurufe, Grüße und Antworten. Sie sind meist nicht in den Satz eingebettet, sondern stehen zumeist am Anfang oder am Ende eines Satzes. Man kann folgende Untertypen unterscheiden:
- Gliederungspartikeln: Sie dienen zur Kennzeichnung von Beginn und Ende eines Gesprächs, zur Gliederung der einzelnen Gesprächsschritte und zum Wiederherstellen bzw. Aufrechterhalten des Gesprächs: also, nun, übrigens, na ja, ne?, gell?. Wortgruppen wie weisst du; sag mal; hör mal können sich wie Gliederungspartikeln verhalten.[13]
- Rezeptionspartikeln:  Sie werden parallel zur Äußerung eines anderen Sprechers oder direkt im Anschluss daran hervorgebracht. Sie stellen dabei das Rederecht des Sprechenden nicht infrage. Beispiele sind hm, hmhm, mhm, ja ...[14] Für eine andere Verwendung von „hm“ und ähnlichem siehe auch das Stichwort Verzögerungslaut.
- Responsivpartikeln (Antwortpartikeln): Sie drücken Zustimmung oder Ablehnung aus und sind, wie die Negationspartikel auch, eine sehr kleine Klasse. Sie sind im Gegensatz zu den anderen Partikelarten (ausgenommen die Interjektionen und Onomatopoetika) satzwertig und bilden eine vollständige Äußerung. Es gibt Responsivpartikeln, die auf Fragen antworten (ja/nein/doch), und solche, die auf etwas reagieren (doch/genau/eben/schon/nein). Zum Beispiel die Responsivpartikel doch kann sowohl antwortend als auch reagierend verwendet werden, denn bei der Frage „Liebst du mich denn nicht? – Doch (ich liebe dich).“ und bei der Aussage „Er gehört nicht zu den Bewerbern. – Doch (er gehört dazu).“ ist beide Male doch richtig.[13]

### Interjektionen
Interjektionen oder Ausdruckpartikeln bilden einen Grenzfall der Einteilung. Zu ihnen zählen beispielsweise: o, oh, he!, schade!, pfui!, hurra!, igitt!, juhu!, au!, aua!, autsch!, uh!, ah!, ach!, huch!, oho!, hoppla!, oje!, hm!, hihi!, ätsch!, hui!, puh!, uff!, pff!, phh!, hü!, hott! … Die Interjektionen kommen vor allem in gesprochener Sprache vor und dienen dem Ausdruck von Emotionen.
Interjektionen können eine eigenständige Äußerung bilden. Sie können zusätzlich vor einem vollständigen Satz stehen, wie auch danach (Pfui, ist das ein schlechtes Wetter/Sie hat gewonnen, hurra), und der jeweilige Satz ist auch ohne die Interjektion vollständig. Interjektionen können jedoch normalerweise nicht ins Satzinnere integriert werden (also allenfalls als Parenthese eingebaut werden; Beispiel: „Das hat jetzt (?? aua) wehgetan“). Daher werden in manchen Systemen Interjektionen nicht zu den Partikeln gezählt, sondern als eigene Wortart neben diesen.

### Lautmalende Partikeln
Lautmalende Partikeln oder Onomatopoetika sind: kikeriki, wau, wuff, miau, quak, peng, bumm, boing, tatütata, ticktack, schwupps!, zack!, ruckzuck! … Sie gehen teils in die von Verben abgeleiteten Inflektive über, etwa: plumps, schepper, klirr. Diese ganze Gruppe wird manchmal auch mit den Interjektionen zusammengefasst.

## Partikeln in anderen Sprachen
Der Ausdruck „Partikel“ dient oft in einem unscharfen Sinn zur Bezeichnung von Wörtern, deren genaue Einordnung nicht weiter verfolgt werden soll, wobei sie verschiedentlich zugleich als Konjunktionen, Präpositionen oder ähnliches eingestuft werden.
Zum Beispiel werden in der Grammatik des Japanischen bestimmte „Hilfswörter“ (joshi; jap. 助詞) so bezeichnet, dabei aber grundsätzlich als Postpositionen verwendet.
In den semitischen Sprachen wie Arabisch und Hebräisch ist verschiedentlich von Partikeln die Rede, die als Präpositionen oder Konjunktionen dienen. Sie bilden eine Sondergruppe, da sie ein- oder zweisilbig sind und sich nicht auf eine dreikonsonantige Wortwurzel zurückführen lassen.
Im Folgenden werden Fälle von Partikeln aufgeführt, die sich nicht auf andere Wortarten zurückführen lassen.

### Französisch
Die Negationspartikel dient in der französischen Sprache dazu, eine Negation auszudrücken. Das ist durch mehrere verschiedene Wörter möglich, die syntaktisch an der Position einer Partikel direkt hinter dem konjugierten Verb stehen und in der Schriftsprache zusammen mit der universalen Negationspartikel ne das konjugierte Verb und ein etwaiges Objektpronomen umfassen, z. B. Je ne suis jamais venu ici. – „Ich bin nie hierhergekommen.“

### Satzeinleitende Partikeln
In einigen Sprachen gibt es satzeinleitende Partikeln, d. h. Funktionswörter, die den Satztyp bezeichnen. Beispiele finden sich im Walisischen (mi/fe; z. B. Mi nofiodd Mary bob dydd „Mary ist jeden Tag geschwommen“), Hethitischen (nu) oder Luwischen. Sofern solche Partikeln Nebensätze einleiten, gibt es eine Unschärfe in der Abgrenzung zu (nebensatzeinleitenden) Konjunktionen. Wenn es um Einleitungselemente in Hauptsätzen geht (wie etwa im Walisischen), wird die Bezeichnung „Konjunktion“ aber nicht verwendet.